# Gilbert von Hohenwart
Gilbert Josef hrabě von Hohenwart (německy Gilbert Maria Josef Andreas Graf von Hohenwart zu Gerlachstein) (10. února 1854 Lublaň – 4. července 1931 Vídeň) byl rakousko-uherský diplomat. Ve službách ministerstva zahraničí působil od roku 1875, zastával nižší diplomatické posty v evropských zemích a v severní Africe. V letech 1896–1901 byl rakousko-uherským vyslancem v Maroku, později v Mexiku (1901–1905) a nakonec v Portugalsku (1905–1909).  Před první světovou válkou byl delegátem v Egyptě, penzionován byl po zániku monarchie v roce 1918.

## Životopis

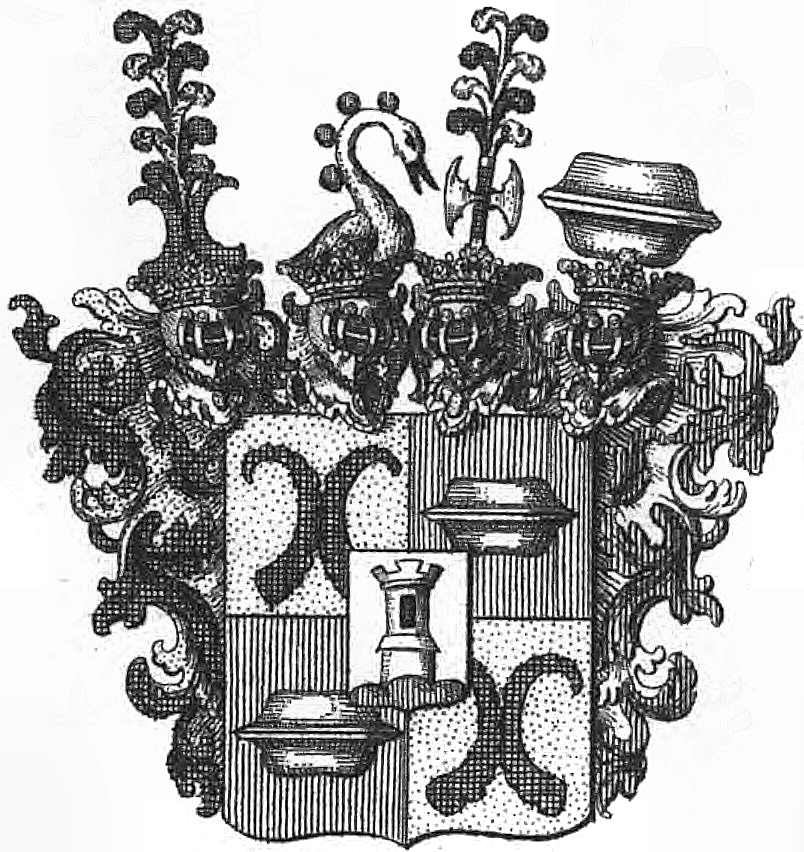
Erb rodu Hohenwartů

Pocházel ze starého rakouského šlechtického rodu Hohenwartů (uváděného též jako Hohenwarth) povýšeného v roce 1767 do hraběcího stavu. Narodil se jako druhý syn vlivného politika Karla Hohenwarta (1824–1901), který byl krátce také rakouským předsedou vlády. Gilbert byl původně předurčen ke kariéře v c. k. armádě, ale v letech 1871–1875 studoval na Orientální akademii. Službu v diplomacii začal jako konzulární elév v Istanbulu, později zastával niží posty v Kodani, Berlíně, Římě a Mnichově. V letech 1892–1894 byl velvyslaneckým radou v Petrohradě a v letech 1894–1896 v Madridu.
V letech 1896–1901 působil jako generální konzul v Tangeru, přičemž již v roce 1896 obdržel titul vyslance pro Marocký sultanát. V letech 1901–1905 byl rakousko-uherským vyslancem v Mexiku a nakonec v letech 1905–1909 v Portugalsku. Od roku 1909 byl rakousko-uherským delegátem u mezinárodní komise pro kontrolu egyptského státního dluhu, přímo v Káhiře působil do roku 1914. S titulem vyslance a zplnomocněného ministra zůstal ve stavu disponibility na ministerstvu zahraničí až do konce první světové války, v listopadu 1918 byl penzionován. 
Zemřel ve Vídni v roce 1931 ve věku 77 let, spolu se svou druhou manželkou je pohřben na hřbitově ve vídeňské čtvrti Hütteldorf.

## Tituly a ocenění
Po smrti staršího bratra Huga užíval od roku 1905 čestný titul dědičného nejvyššího stolníka v Kraňsku, tento post náležel rodině od 15. století. Během své diplomatické služby obdržel několik vyznamenání v Rakousku-Uhersku i v zahraničí.

### Rakousko-Uhersko
- velkokříž Řádu Františka Josefa (1908)
- Jubilejní pamětní medaile (1898)
- Řád železné koruny III. třídy (1888)

### Zahraničí
- velkokříž Řádu Isabely Katolické (Španělsko)
- velkokříž Řádu neposkvrněného početí Panny Marie z Vila Viçosa (Portugalsko)
- Řád červené orlice III. třídy (Německo)
- rytíř Řádu slona (Dánsko)
- komandér Řádu sv. Mořice a sv. Lazara (Itálie)
- Řád Osmanie IV. třídy (Osmanská říše)

## Rodina
Byl dvakrát ženatý. Poprvé se v roce 1896 oženil v Madridu se španělskou šlechtičnou Mercedes de Montalvo (1860–1917), dcerou hraběte Raimunda di Macurice. Po ovdovění se podruhé oženil s baronkou Franziskou Widmannovou (1872–1945), dcerou Bohuslava Widmanna (1836–1911), politika a místodržitele v několika rakouských zemích. Franziska byla před sňatkem čestnou dámou Ústavu šlechtičen u sv. Andělů v Praze. Obě manželství zůstala bezdětná. 
Gilbert měl devět sourozenců, z nichž šest zemřelo v dětství. Nejstarší bratr Hugo (1849–1905), sloužil v armádě, dosáhl hodnosti rytmistra a převzal rodové dědictví v Kraňsku. Další bratr Rudolf (1855–1940) byl důstojníkem c. k. námořnictva a nakonec byl fregatním kapitánem. Sestra Marie Terezie (1858–1939) byla manželkou hraběte Maxmiliána Seilern-Aspanga (1845–1889), který také působil v diplomacii a zemřel v Haagu.